# 占卜師們
《占卜師們》（韓語：점쟁이들），是一部2012年上映的韓國電影。是由《時失2公里》、《食人豬》的申政元導演執導，將喜劇和恐怖結合，故事講述各領域的占卜師們為解開一樁離奇事件而發生的一系列幽默搞笑的喜劇片。

## 劇情介紹
素有「韓國百慕達三角」之稱的村落蔚真里多年來總是發生無人能破解的神秘事件，不知是受到怎樣的詛咒，而居民們又隱藏著什麼秘密，分散隱居在全國各處的占卜師們聚集於此，逐漸解開事件背後的真相……

## 演員陣容
- 金秀路 飾 朴先生
- 李帝勳 飾 錫賢
- 姜藝媛 飾 燦英
- 郭度沅 飾 沈仁
- 金允慧 飾 勝熙
- 梁慶模 飾 月光
- 金基天
- 劉順哲
- 李尚熙
- 林哲亨
- 李準赫

### 客串出演
- 李炳俊
- 李美度
- 崔元英
- 金太勳 飾 青年惡靈

## 外部連結
- NAVER電影 （页面存档备份，存于）
- 豆瓣电影上《占卜師們》的資料 （简体中文）